# Distretto di Tarhuna e Msallata
Il distretto di Tarhuna e Msallata (in arabo ترهونة و مسلاب) è stato uno dei 32 distretti della Libia; con la riforma del 2007 è entrato a far parte del distretto di al-Murgub.
Si trovava nella regione storica della Tripolitania. Aveva una superficie di 5.840 km² e una popolazione (2003) di circa 296.000 abitanti. Il distretto prendeva il nome dalle città di Tarhuna (capoluogo) e Msallata.